# Krúsrak
Die Krúsrak ist eine Straßenbrücke über den Autoweg N7 in der niederländischen Stadt Sneek, Provinz Friesland. Die N7 bildet den südlichen Abschnitt der Ringstraße um die Stadt und ist Teil der Autobahn A7 (Rijksweg 7). Die Holzbrücke führt zwei Fahrstreifen der Straße Akkerwinde sowie einen Rad- und Fußweg. Sie wurde 2008 im Zuge des kreuzungsfreien Ausbaus der Umgehungsstraße als Überführung errichtet und verbindet den Stadtteil Duinterpen im Süden mit dem Stadtzentrum. Eine weitere, baugleiche Holzbrücke über die N7 entstand 2010 mit der Dúvelsrak etwa einen Kilometer weiter westlich.

## Geschichte

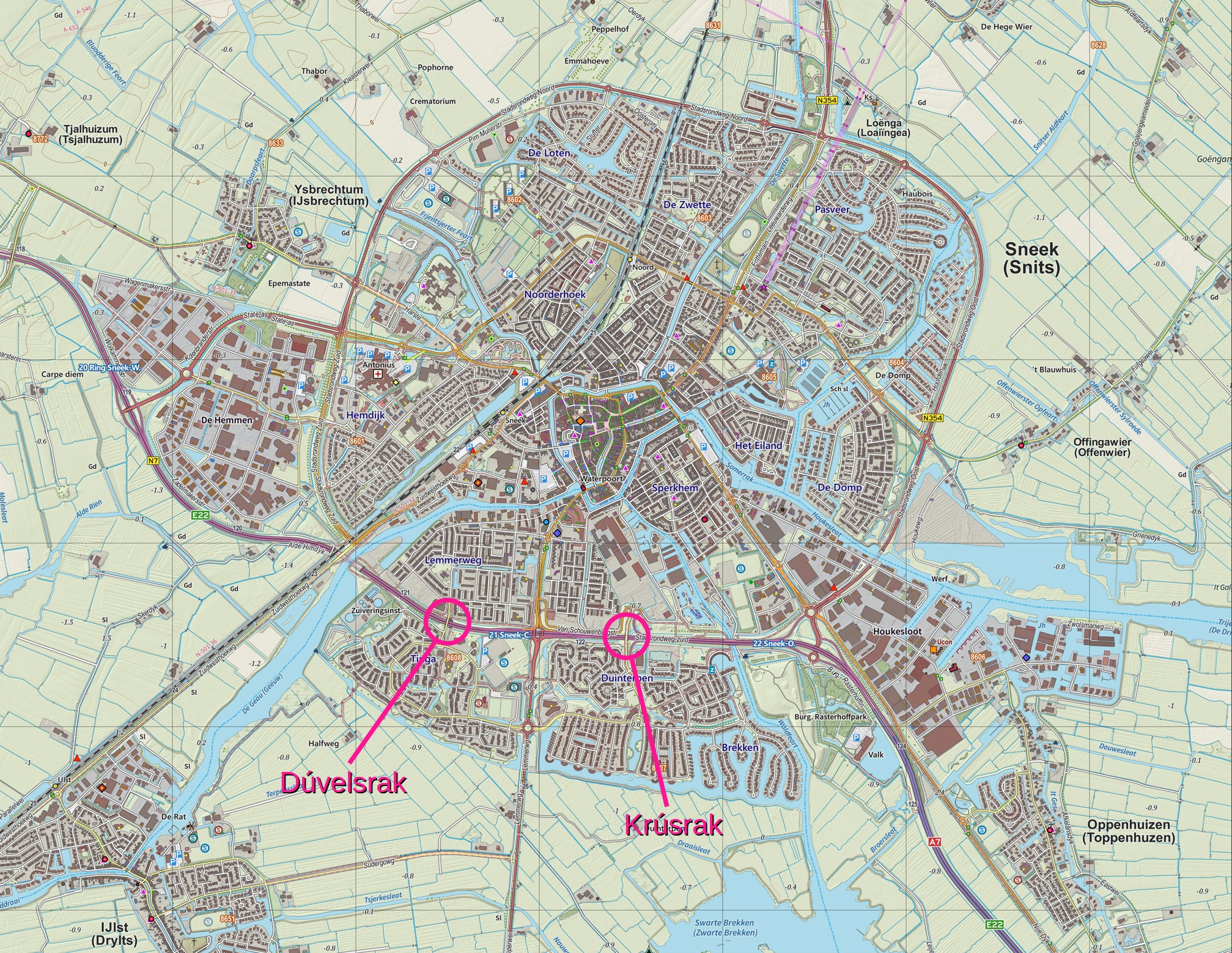
Lage der Dúvelsrak (links) und Krúsrak (rechts) über die N7 (Rijksweg 7) in Sneek

Im Jahr 2004 wurde der Ausbau des südlichen Teils der Ringstraße um die Stadt Sneek zu einer kreuzungsfreien Autostraße (vergleichbar mit einer Kraftfahrstraße) beschlossen, die als Autoweg N7 Teil der niederländischen Autobahn A7 (Autosnelweg) ist. Da die Erreichbarkeit der südlich der N7 gelegenen Stadtteile Tinga und Duinterpen gewährleistet werden musste, war der Bau mehrerer Überführungen notwendig. Neben einem Kreisverkehr als zentraler Überführung, der als Anschluss der N353 an die N7 dient, waren etwa 500 Meter davor und dahinter zusätzliche Brücken für die ins Stadtzentrum führenden Straßen Westhemstraat (Dúvelsrak) und Akkerwinde (Krúsrak) geplant. Die Ausschreibung der Stadt gewann ein Holzbrückendesign von Hans Achterbosch (Achterbosch Architectuur) aus Leeuwarden und den beiden Architekten Haiko Meijer und Alex van de Beld (Onix Architects) aus Groningen.
Das Design in Form eines umgedrehten Bootsrumpfes mit nach innen gebogenen Fachwerkträgern in Form von Gitterträgern ist weltweit einzigartig, obwohl ungedeckte Hängewerke aus Holz für Straßenbrücken zum Beispiel schon für die Vihantasalmi-Brücke (1999) in Finnland zum Einsatz kamen. Um die geforderte Lebensdauer von 80 Jahren und die Auslegung für den Schwerlastverkehr mit einer Traglast von 60 Tonnen zu ermöglichen, waren eingehende Untersuchungen am niederländischen Holzbauinstitut SHR (Stichting Hout Research) in Wageningen in Zusammenarbeit mit der Technischen Universität Eindhoven nötig. Als Baumaterial wurde daraufhin Brettschichtholz aus Monterey-Kiefer (Pinus radiata) ausgewählt, die in Neuseeland kommerziell angebaut wird. Durch Acetylierung, das heißt Behandlung mit Essigsäure, wird das Material langlebig und bleibt umweltfreundlich; es lässt sich zudem gut verkleben. Die Behandlung wurde ab Januar 2008 von Titan Wood Arnhem durchgeführt. Für die geforderte Tragfähigkeit musste aber eine Vielzahl von Stahlgewindestangen in die Konstruktion eingebracht werden und das Fahrbahndeck besteht bei der Krúsrak vollständig aus Stahl. Für die Herstellung der Holzkonstruktion war die Schaffitzel Holzindustrie aus Schwäbisch Hall zuständig, beraten durch das im Holzkuppelbau erfahrene Ingenieursbüro Emil H. Lüning aus Doetinchem. Mit der Krúsrak wurde im November 2008 die erste Brücke fertiggestellt, gefolgt von der Dúvelsrak im Jahr 2010.

## Beschreibung

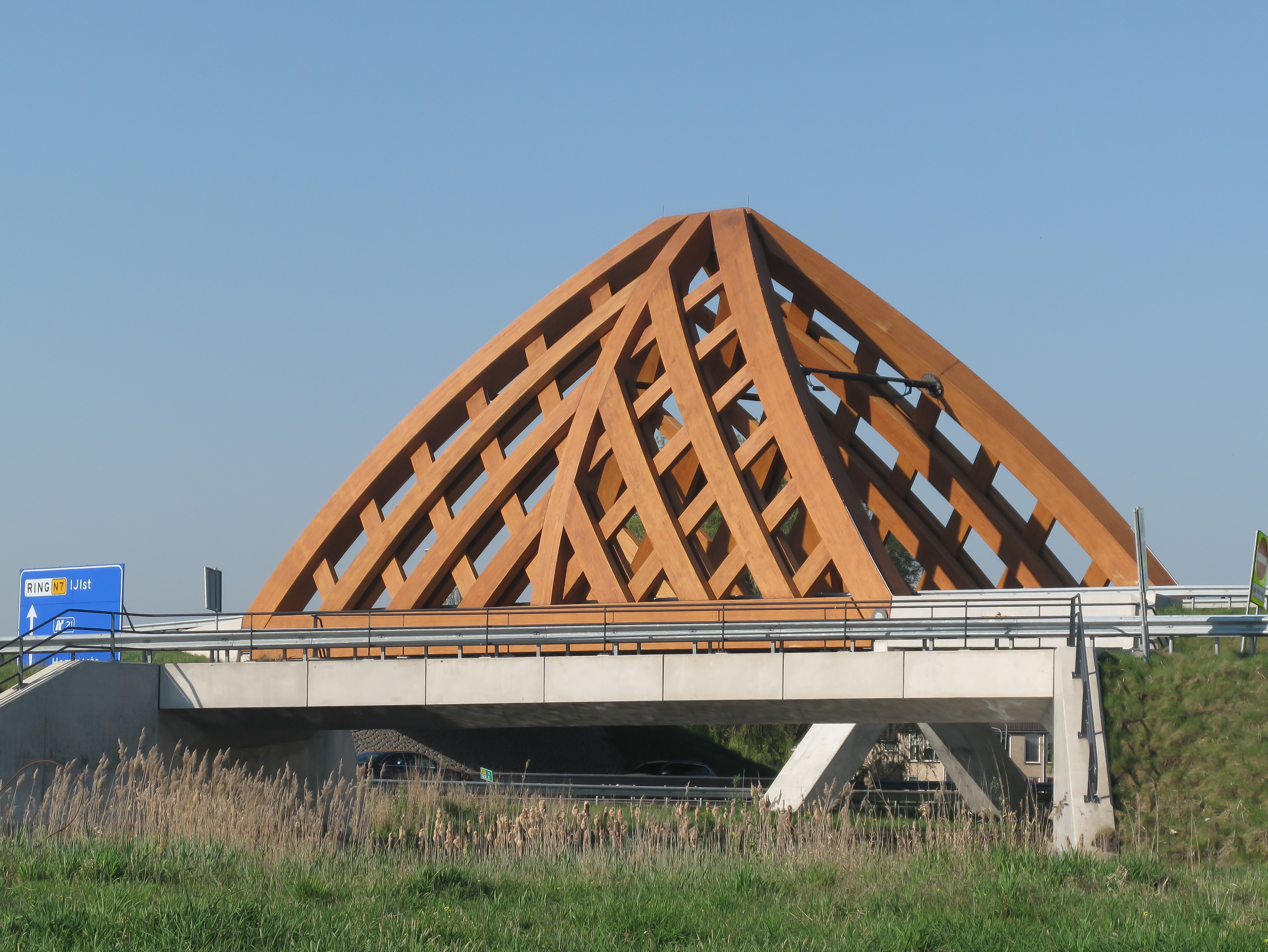
Blick auf die Krúsrak aus Nordost, im Profil sind die nach innen gebogenen Holzträger erkennbar, 2011

Die etwa 40 m lange Krúsrak gliedert sich in eine kurze Stahlbeton-Balkenbrücke auf der Nordseite, die hier eine der vielen Grachten der Stadt überquert, und die 32 m lange Holzbrücke über die N7 auf der Südseite. Die Holzbrücke hat eine 12 m breite orthotrope Fahrbahnplatte aus Stahl, die mit den Untergurten der seitlichen Holz-Fachwerkträger verbunden ist. Die 16 m hohen, dreieckigen Fachwerkträger aus Brettschichtholz sind zur Spitze hin nach innen gebogen und dort über Stahlplatten miteinander verbunden. Die vor Ort verarbeiteten Holzbalken hatten Abmessungen von bis zu 1,1 m × 1,5 m × 32,0 m und wogen bis zu 20 Tonnen. Für die Stabilität der Konstruktion sind in die Balken – beziehungsweise als Verbindung zwischen ihnen – bis zu 2 m lange Gewindestangen von 34–52 mm Durchmesser eingeklebt und die Untergurte mit den Druckbögen und mit der Fahrbahnplatte durch vorgespannte Stahlseile in Längs- beziehungsweise Querrichtung zusätzlich verbunden. Das Gesamtgewicht des Tragwerks der Holzbrücke belief sich auf 360 Tonnen.